# Rossella Accoto
Rossella Accoto (Brindisi, 13 ottobre 1969) è una politica italiana.
Dal 1º marzo 2021 al 22 ottobre 2022 è stata sottosegretaria di Stato al Ministero del lavoro e delle politiche sociali nel governo Draghi.

## Biografia
Rossella Accoto è nata a Brindisi il 13 ottobre 1969,  vive nelle Marche dal 1994. Si è laureata presso la Facoltà di Scienze Economiche e Bancarie dell'Università del Salento; 
Ha conseguito un attestato di Specializzazione di II livello in Esperto in Sistema di Impresa (Donna e Impresa).
Ha conseguito un Master di II livello presso l'Università degli Studi di Roma Unitelma Sapienza in "Organizzazione e Innovazione nelle Pubbliche Amministrazioni - OIPA".
Dal 2007 al 2017 ha collaborato con l’Amministrazione Provinciale di Pesaro e Urbino come Esperto nella gestione delle risorse economiche, per il monitoraggio, i rendiconti e i sistemi informativi di progetti formativi gestiti dal Centro per l’Impiego l’Orientamento e la Formazione di Pesaro.
Dal 2009 al 2018 si è occupata di contabilità, bilancio e atti amministrativi presso l'Ente Parco dello zolfo delle Marche.

## Attività politica
Alle elezioni comunali del 2014 si è candidata senza successo a consigliere comunale di Fano con il Movimento 5 Stelle.
Nel 2015 si è nuovamente candidata, sempre con il Movimento 5 Stelle, alle elezioni regionali nelle Marche per la provincia di Pesaro-Urbino, ottenendo 2253 voti di preferenza e risultando la prima dei non eletti.
Alle elezioni politiche del 2018 è eletta senatrice nelle liste del M5S nel collegio plurinominale Marche - 01. Durante la XVIII Legislatura è stata membro della 5ª Commissione permanente (Bilancio), della Commissione parlamentare per la semplificazione e della Commissione parlamentare di inchiesta sul sistema bancario e finanziario.
Il 1 marzo 2021 è stata nominata Sottosegretario di Stato al Ministero del Lavoro e delle Politiche Sociali all'interno del Governo Draghi.
Alle elezioni politiche del 2022 è ricandidata alla Camera per il Movimento 5 Stelle nel collegio uninominale Marche - 04 (Pesaro), ottenendo il 12,80% dei voti e venendo superata da Mirco Carloni del centrodestra (44,21%) e da Giordano Masini del centrosinistra (27,98%), e in seconda posizione nel collegio plurinominale Marche - 01, risultando la prima dei non eletti.